# 维洛特德旺卢皮
维洛特德旺卢皮（法語：Villotte-devant-Louppy，法語發音：[vilɔt dəvɑ̃ lupi]，意为“卢皮前方的维洛特”）是法国默兹省的一个市镇，属于巴勒迪克区。

## 地理
维洛特德旺卢皮（48°53'8"N, 5°4'37"E）面积11.23 平方千米，位于法国大東部大區默兹省，该省份为法国西北部内陆省份，北与比利时接壤，西接马恩省和阿登省，南至上马恩省和孚日省，东临默尔特-摩泽尔省。
与维洛特德旺卢皮接壤的市镇（或旧市镇、城区）包括：拉埃库尔、巴鲁瓦地区利勒、卢皮堡。

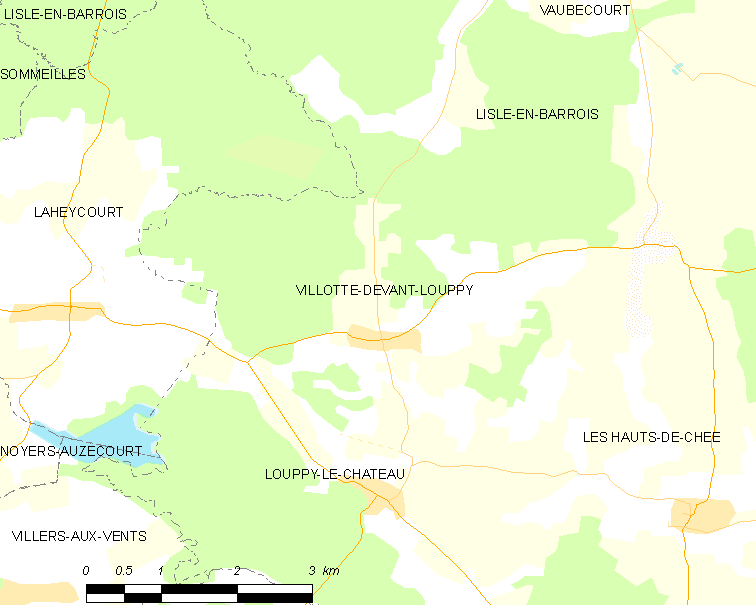
维洛特德旺卢皮的OSM定位图

维洛特德旺卢皮的时区为UTC+01:00、UTC+02:00（夏令时）。

## 行政
维洛特德旺卢皮的邮政编码为55250，INSEE市镇编码为55569。

## 政治
维洛特德旺卢皮所属的省级选区为奥尔南河畔勒维尼县。

## 人口

1962-2008年间维洛特德旺卢皮人口变化图示

维洛特德旺卢皮于2022年1月1日时的人口数量为163人。